# Juan Antonio Zubillaga
Juan Antonio Zubillaga (Montevideo, 13 de diciembre de 1870 - 23 de abril de 1957) fue un escritor y periodista uruguayo.

## Biografía
Sus padres fueron Antonio Zubillaga y Olivia Barrios. Empezó su formación en el Colegio Internacional de Montevideo junto a Josué E. Bordoni y luego en el Instituto Universitario (católico) donde fue alumno de Francisco Bauzá
Hacia finales del siglo XIX colaboró con la "Revista Nacional" y junto a José Enrique Rodó, Víctor Pérez Petit y Carlos y Daniel Martínez Vigil, fundó en 1898 el diario "El Orden". Posteriormente publicó en La Mañana sus textos "Gente Eximia" en los que se dedicaba a analizar la labor y perfil de figuras reconocidas. También escribió para otros periódicos, como "La Prensa" de Montevideo, el cual era dirigido por Enrique Kubly, o el "Diario del Plata" dirigido por Antonio Bachini, y asimismo ofició de director de La Razón en 1906. En estos medios de prensa, muchas veces utilizó algunos de sus seudónimos, como Marcial, Caburé o Siegfried.
Zubillaga fue director interino de la Biblioteca Nacional de Uruguay entre mayo de 1904 y febrero de 1905 y fue miembro de la Asamblea Deliberante (1933-1934). También se desempeñó como director general de Correos.
A nivel literario, escribió una novela titulada "Zebedeo", aunque sus aportes más relevantes se encontraron en el campo del ensayo y la crítica. En 1914 publicó "Crítica Literaria" y varios volúmenes titulados "Estudios y Opiniones", cuyos tomos se concentraron en temas como derecho, historia y sociología y literatura. El tercer tomo de dicha serie se dedicó exclusivamente a la obra de José Enrique Rodó.
También fue autor de un tomo satírico titulado "Sátiras e Ironías".

## Obras
- La Prensa Independiente
- Sátiras e ironías
- Crítica literaria
- Estudios y opiniones
- Las veladas de "La Mañana"
- El régimen depuesto